# Karl Peter Röhl
Karl Peter Röhl (n. 12 septembrie 1890, Kiel, Reich-ul German – d. 25 noiembrie 1975, Kiel, Germania) a fost designer, desenator, pictor și artist grafic german, asociat cu mișcările artistice de avangardă Bauhaus și De Stijl.  

## Biografie
Röhla făcut o ucenicie ca pictor, după ce a părăsit școala în 1906. Apoi a urmat școlile de arte aplicate din Kiel, orașul său natal, și Berlin, între 1907 și 1911, continuându-și studiile la Großherzoglich-Sächsische Kunstschule Weimar (Școala Mare Ducală de Artă Saxonă din Weimar) studiind cu Walther Klemm și Albin Egger-Lienz.

## BauhausșiDe Stijl
Karl Peter Röhl a fost înscris ca student la Bauhaus și a participat, în timpul primului său semestru acolo, la prelegerile preliminare ale lui Johannes Itten, unul din profesorii de la Bauhaus. Itten avea propriul său studio, în care, în 1922, a oferit locul său pentru extra-curricularul „De Stijl” al lui Theo van Doesburg.
Ambele experiențe au influențat sensibil stilul artistic al lui Röhl. Un număr important din lucrările sale sunt realizate în stil Bauhaus și De Stijl, mai exact „De Stijl nou,” deci nu în varianta neoplasticismului, propovăduit de Piet Mondrian, ci în varianta elementarismului, varietate „mai elastică” a stilului, practicată de van Doesburg după 1924.
„Devirea” lui van Doesburg, de la rigiditatea teoriei neoplasticismului lui Mondrian, l-a făcut pe acesta să nu îl „mai ierte niciodată” pe van Doesburg pentru „trădarea sa.”

## Alte date biografice
A devenit membru al Partidului Nazist în 1933.